# Louis Antoine Marie Victor de Galard-Terraube
Louis Antoine Marie Victor de Galard, marquis de Terraube, né au château de Terraube le 1er juillet 1765 et mort à Paris le 6 mai 1840, est un contre-amiral et homme politique français.

## Biographie
Il entre dans l'ordre de Malte en 1769, fit ses études au Puy où son oncle Marie Joseph de Galard est évêque du diocèse ; il entre dans la marine royale en 1780. Promu capitaine de vaisseau en 1792, il émigra à Coblence, épousa Marie Charlotte Gabrielle des Brosses, ne rentra en France qu'en 1803 et ne servit pas l’empire. 
Chevalier de Saint-Louis et de la Légion d'honneur, il fut élu député du Gers le 16 mai 1822, prit place à droite, et fit partie de la majorité royaliste. 
Le Roi le nomma Gouverneur du Collège royal de marine d’Angoulême en 1823.
Réélu, le 6 mars 1824, il soutint le ministère, et prit la parole dans la discussion sur la validité des opérations électorales de l'arrondissement de Condom. 
Il fut promu contre-amiral.

## Sources
- « Louis Antoine Marie Victor de Galard-Terraube », dans Adolphe Robert et Gaston Cougny, Dictionnaire des parlementaires français, Edgar Bourloton, 1889-1891 [détail de l’édition]
- L'Amiral de Galard par Paul Jeannin-Naltet. Société Historique du Gers; 1er trimestre 1973.
- Louis Antoine Marie Victor de Galard-Terraube, Tableau de Cayenne ou de la Guiane française, contenant des renseignements exacts sur son climat, ses productions, les naturels du pays, les différentes ressources que l’on y trouve, et le degré de prospérité dont cette colonie est susceptible, Paris, Chez veuve Tilliard et Fils, 1799, 230 p. (lire en ligne)